# Chetogena innocens
Chetogena innocens là một loài ruồi trong họ Tachinidae.